# Андерсонвильская тюрьма

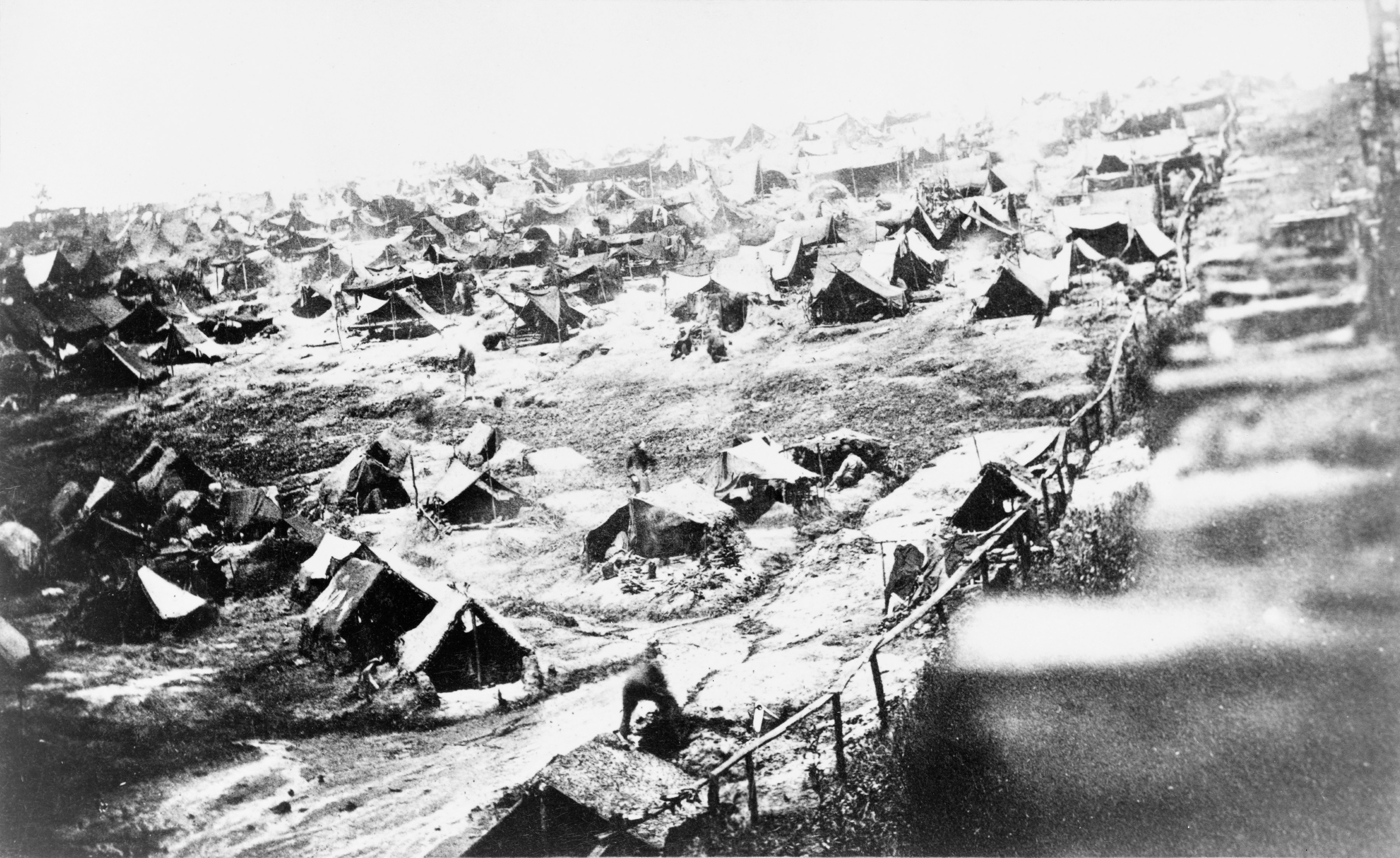
Фотография лагеря Андерсонвилль 17 августа 1864 года

Андерсонвильская тюрьма (англ. Andersonville Prison) также известная как лагерь Самтер (англ. Sumter) — лагерь для военнопленных, организованный южанами вблизи одноимённого города, во время Гражданской войны в США. Существовала в период с февраля 1864 года по апрель 1865 года.

## Описание

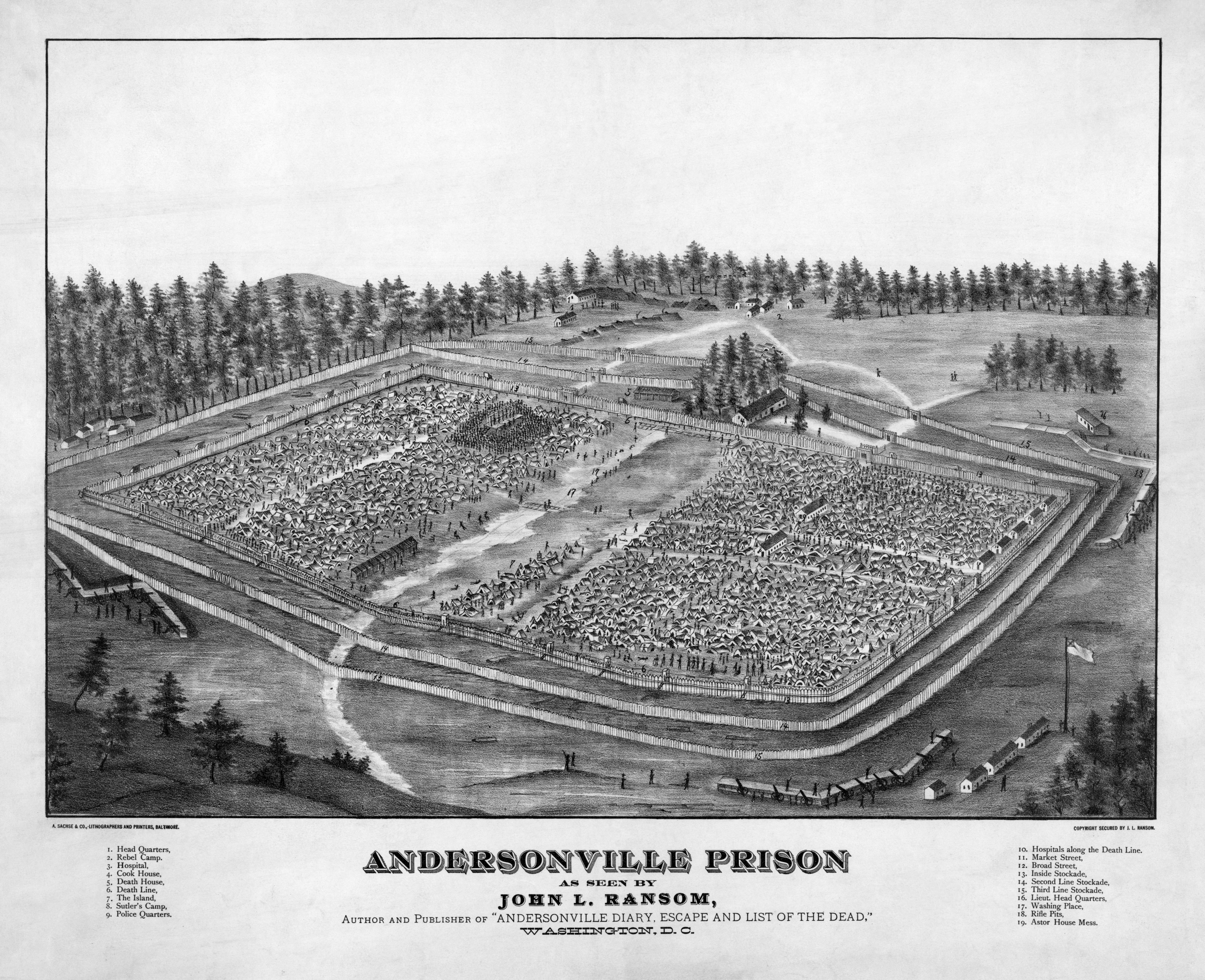
Схема лагеря Андерсонвилль

Построен в феврале 1864 года. Первых военнопленных принял 25 февраля 1864 года. Другое название лагеря — Самтер. Местонахождение — юго-запад штата Джорджия в 220 километрах к юго-западу от Атланты. Лагерь представлял собой территорию в 6,5 гектаров (в июне 1864 года расширенную до 10,5 гектаров), окружённую двойным частоколом высотой  около 5 метров и покрытую землянками и палатками для пленных. Имел два входа с массивными воротами на северной и на южной сторонах. 

### Условия содержания
Лагерь изначально рассчитанный на 8.000 — 10.000 пленных, был уже к июню 1864 года значительно переполнен. Каждый день в лагерь прибывало 400 — 500 новых пленников в результате чего в конце августа 1864 года общее число узников составляло около 33.000 человек. Из-за постоянной переполненности многие узники спали на земле в любую погоду, не имея возможности найти укрытие. Территория лагеря кишела крысами, тараканами и прочими паразитами.
Перед всеми новоприбывшими комендант лагеря Вирц лично выступал с речью напоминая об ответственности за попытки побега и объясняя правила проживания и дисциплины в лагере.
По территории проходило два канала, один из которых служил в качестве канализации, а другой — источником воды для питья и бытовых нужд. Вода была грязной, пища — чрезвычайно скудной, состоящей из нескольких картофелин и небольшого количества кукурузной муки в день (впрочем, одной из причин этого было плохое экономическое положение Юга), следствием чего были цинга, диарея и дизентерия, а также прочие инфекционные и респираторные болезни. Медицинской помощи пленникам практически не оказывалось, в результате чего летом 1864 года смертность среди заключенных составляла около 100 человек в день.
Дополнительным источником бедствий было отношение охраны. С 1 апреля 1864 года и до конца существования лагеря его комендантом был капитан Генри Вирц, который, если верить очевидцам, проявил себя как патологический садист, лично убивавший и истязавший заключённых.
По воспоминаниям очевидцев он мог морить голодом весь лагерь несколько дней за малейшую провинность, что в совокупности с общими скудными рационами значительно увеличивало смертность заключенных.
Подчинённые зачастую следовали его примеру, избивая или грабя новоприбывших заключенных. Кроме того, в борьбе за существование некоторые заключённые теряли человеческий облик, организовывали банды и сами начинали терроризировать товарищей по несчастью.
В начале сентября 1864 года в связи со стремительным продвижением федеральных войск и взятием ими Атланты, лагерь Самтер в котором на тот момент находилось 31.700 военнопленных начал экстренную эвакуацию персонала и заключенных. Часть из них были эвакуированы в другие лагеря для военнопленных, но часть наиболее немощных и ослабевших общим числом до 1500 человек, была оставлена в Андерсонвилле. Однако после того, как федеральные войска вместо продвижения на юг, вглубь штата Джорджия начали наступление на восток, часть военнопленных в ноябре 1864 года была возвращена в лагерь увеличив число заключенных до 5000 человек.
Лагерь был освобожден 4-й кавалерийской дивизией США лишь 7 мая 1865 года. К тому времени большая часть персонала тюрьмы и охранников дезертировали из лагеря. Капитан Генри Вирц, в отличие от большинства подчиненных, не пытался бежать, и был арестован на своем рабочем месте.

## Система охраны
С 15 февраля по 22 мая 1864 года Андерсонвилль охранял 26-й Алабамский пехотный полк. Позже он был заменен 55-м Джорджианским пехотным полком, солдаты которого и охраняли лагерь до конца его существования. Изначально в распоряжении Вирца было несколько сотен солдат, но из-за постоянной нехватки живой силы на фронте, численность охраны постоянно сокращалась и к марту 1865 года составляла около 50 человек.
В лагере были приняты строгие меры к предотвращению побега. Подобно более поздним «классическим» концлагерям, Андерсонвилль был окружён вышками высотой около 7 метров, расположенными по всему периметру на расстоянии 27.5 метров друг от друга. Вышки с вооруженными часовыми на них создавали простреливаемый периметр, получивший название «deadline» («мёртвая линия» или «мертвая зона»).
Мертвая зона была нейтральной территорией на расстоянии шести метров от лагерной стены, разграниченной от узников небольшим заборчиком высотой около метра. В любого, кто пересекал периметр, часовые стреляли без предупреждения. Вирц также ввел систему поощрений часовым, по которым за предотвращение побега часовой получал 10-дневный отпуск. Многие узники, не вынося условий лагеря, кончали жизнь самоубийством, намеренно перелезая разграничительный забор и, оказываясь в «Мертвой зоне», погибали.
Кроме того, у охраны было значительное число собак, специально натасканных на ловлю беглецов. В ночное время с внешней стороны лагеря также выставлялись патрулирующие периметр часовые, а солдаты разжигали крупные костры для освещения.
Если пленник, совершивший неудачный побег, оставался в живых, его жестоко наказывали (избивали или заковывали на неопределенное время в кандалы, иногда казнили). Всего же по найденным после освобождения лагеря документам побег удалось совершить 351 заключенному, лишь 32 из них удалось добраться до позиций федеральных войск, остальные либо вернулись к гражданской жизни, либо погибли.

## Жертвы

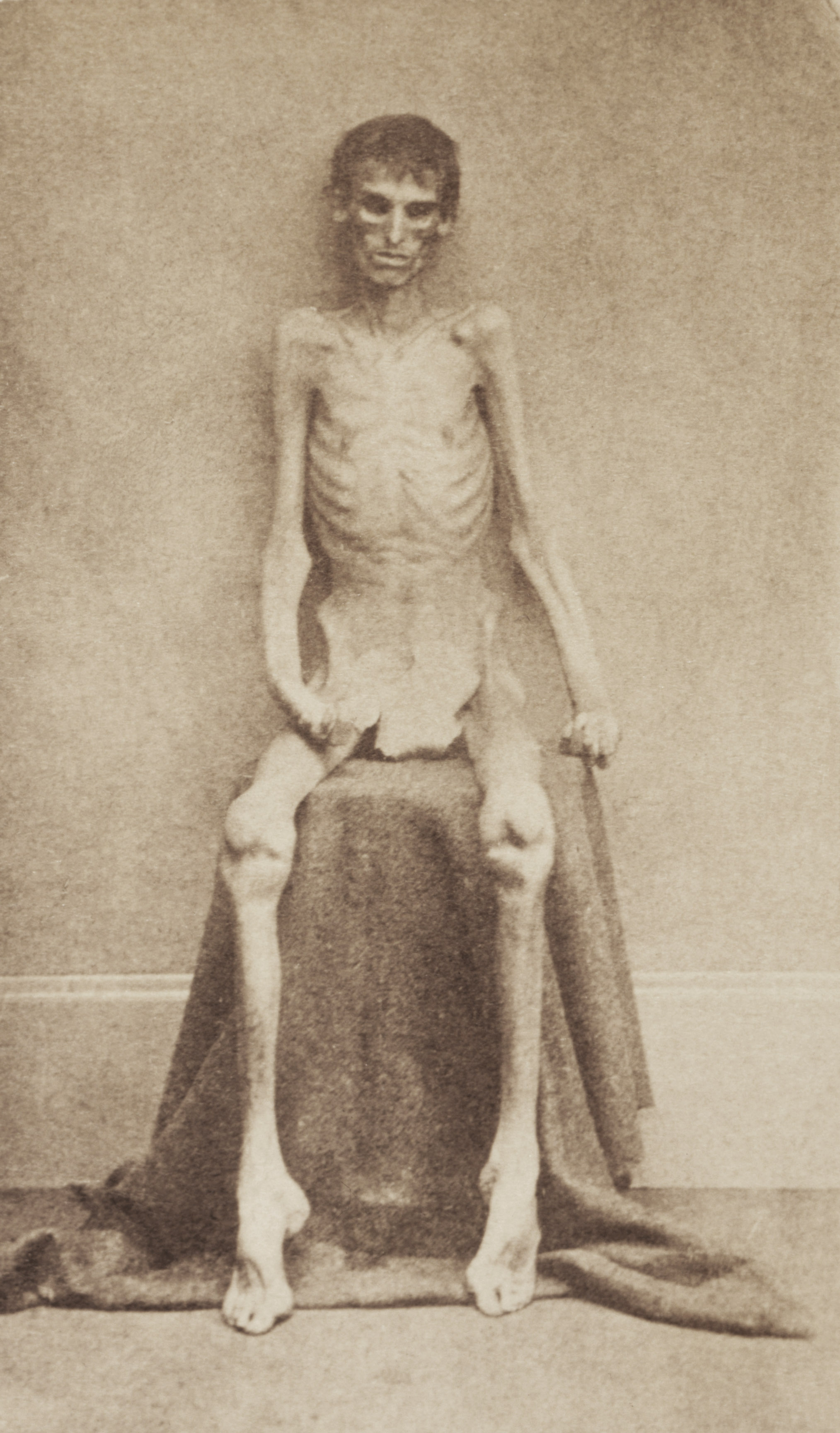
Один из узников лагеря

Условия в некоторых лагерях и тюрьмах северян были немногим лучше Андерсонвилля (к примеру, в Эльмире умерла четверть заключённых), но по количеству жертв он всё же лидирует. В августе 1864 года в лагере Андерсонвилль содержались 33 тысячи военнопленных и ежедневно умирало свыше 100 человек. Лагерь просуществовал примерно полгода, до сентября 1864 года, когда он был эвакуирован в связи с наступлением северян; за этот небольшой срок через него прошло, по разным оценкам, от 45 до 52 тысяч человек, свыше 13 тысяч из которых умерли. Для сравнения, всего в плену у Конфедерации оказалось 194 тысячи северян, из которых умерли 30 тысяч, а из 216 тысяч южан, захваченных в плен северянами, умерли 26 тысяч.
Рискуя своей жизнью, пленник тюрьмы Доренс Этуотер, служивший в ней писарем, сохранил копию списка умерших в тюрьме, которую в 1865 году передал федеральным властям. Список был перепечатан в газете The New York Times. Оригинал списка погиб при землетрясении в Сан-Франциско, когда в результате противопожарных мероприятий был уничтожен дом Этуотера.

## Последствия
После разгрома Конфедерации сведения об ужасах Андерсонвилля стали достоянием прессы и широко обсуждались. В мае 1865 года в журнале «Harper’s Weekly» были опубликованы фотографии из Андерсонвилля. Общественность Севера стала требовать суда над виновными, среди которых назывались высокопоставленные конфедераты. Получил распространение лозунг «Помни Андерсонвилль». Однако президент Эндрю Джонсон постановил, чтобы обвинения с высокопоставленных деятелей Юга были сняты. Суду был предан только бывший комендант лагеря Вирц. Не исключено, что его личная ответственность за произошедшее была преувеличена, чтобы сделать его козлом отпущения. Суд приговорил Вирца, как военного преступника, к смертной казни через повешение, которая состоялась 10 ноября 1865 года в Вашингтонской тюрьме при большом стечении народа.
На Юге до сих пор бытует мнение, что Вирц был невинной жертвой, существуют почитатели его памяти, в его честь даже были установлены монумент и мемориальная доска.
На месте бывшего концлагеря сегодня расположен город Фицджеральд; место захоронения умерших заключённых лагеря является военным кладбищем.
В 1996 году в США вышел художественный телевизионный фильм «Андерсонвилль» (режиссёр Джон Франкенхаймер, автор фильма «Ронин»), где рассказывается о судьбе двух солдат-северян, попавших в этот лагерь.